# Garfield Akers
Garfield Akers, född 1901 eller 1902 i Brights eller Bates, Mississippi, död mellan 1953 och 1959 troligen i Memphis, Tennessee, var en amerikansk bluesmusiker.

## Biografi
Akers bodde i Hernando, Mississippi under större delen av sitt liv, där han arbetade som lantbrukare. Vid sidan av arbetet spelade han på lokala tillställningar.
Akers diskografi består endast av ett fåtal inspelningar. Hans mest välkända låt är debuten "Cottonfield Blues", en duett tillsammans med hans nära vän Joe Callicott på andragitarr. Akers och Callicott spelade tillsammans under mer än 20 års tid, innan de skildes åt i mitten av 1940-talet. Akers återvände till rampljuset en kort period under 1950-talet. Han dog någon gång under 1950-talet. Inga kända bilder av honom existerar.
Trots de fåtaliga inspelningar som Akers gjorde så har han influerat yngre generationer av bluesmusiker från Mississippi. Både John Lee Hooker och Robert Wilkins har angett honom som en influens.

## Känd diskografi
- "Cottonfield Blues, Part 1" / "Cottonfield Blues, Part 2," (1929), (Vocalion Records 1442)
- "Jumpin and Shoutin’ Blues" / "Dough Roller Blues," (1930), (Vocalion Records 1481)